# フェニックス郡区 (アーカンソー州ポープ郡)
フェニックス郡区 (Phoenix Township) は、アメリカ合衆国アーカンソー州ポープ郡にある19の郡区の一つである。2000年の国勢調査で、人口は334人だった。

## 地理
アメリカ合衆国国勢調査局によると、フェニックス郡区の面積は、32平方キロメートル(12.5平方マイル)で、そのすべてが陸地である。